# Jim Jarmusch
Jim Jarmusch (Cuyahoga Falls, Ohio, 22 de gener de 1953), és un director, guionista i muntador estatunidenc de cinema independent, i n'és una de les seves figures més destacades. Ha rebut diversos premis, d'entre els quals destaquen els dels festivals de Canes i Sundance.

## Biografia
Jarmusch va néixer a Cuyahoga Falls, Akron, Ohio, el 1953, en una família d'origen europeu i de classe mitjana. És d'ascendència irlandesa i alemanya per part materna, i txeca i alemanya per part paterna. La seva mare escrivia crítiques de cinema i teatre per a l'Akron Beacon Journal abans de casar-se amb el seu pare, un home de negocis que treballava per a la B.F. Goodrich Company. La seva mare va introduir al futur cineasta, el mitjà de tres germans, al món del setè art, portant-lo al cinema local per veure funcions dobles matinals com Attack of the Crab Monsters i Creature from the Black Lagoon, mentre ella s'ocupava d'altres assumptes.
La primera pel·lícula per a adults que recorda haver vist és el clàssic La ruta del tro (Thunder Road, de 1958, protagonitzada per Robert Mitchum), la violència i foscor de la qual va deixar impressionat al Jarmusch de set anys. Una altra important influència de la seva infantesa va ser Ghoulardi, un excèntric show televisiu de Cleveland que transmetia pel·lícules de terror.
Influenciat per Michelangelo Antonioni, Kenji Mizoguchi i Ozu, que descobriria a la Cinémathèque française, s'inscriu a la facultat de Cinematografia de la Universitat de Nova York. La seva pel·lícula de final de carrera Permanent Vacation va ser presentada el 1980 a nombrosos festivals de cinema. Algunes de les característiques que defineixen l'estil de Jarmusch es troben ja en el seu primer film: el protagonisme de l'anti-heroi, l'interès per personatges que es mouen al marge de la societat, la descripció d'una quotidianitat estranya i de vegades onírica, dissociada de la realitat, que produirà en blanc i negre (Stranger Than Paradise, Coffee and Cigarettes) o en color.
Poc després de l'acabament dels seus estudis esdevé assistent de Wim Wenders a la pel·lícula Nick's Movie. El 1984 guanya el premi Càmera d'Or al festival de Canes i el Lleopard d'Or al festival de Locarno amb Stranger Than Paradise. El 1997 s'inicia en el món del cinema documental ambYear of the Horse. Flors trencades (2005) i Only Lovers Left Alive (2013) seran igualment seleccionades per la competició oficial del festival de Canes, i la primera li valdrà el Grand Prix a la 58na edició. A banda de la seva activitat com a director, Jarmusch ha intervingut com a actor en nombroses produccions.
Jarmusch, àvid lector durant la seva adolescència, va tenir un gran interès per la literatura (una activitat a la que l'encoratjava la seva àvia), i també per la música, i ambdues passions traspuen al llarg de la seva obra fílmica. Music de teclats, és un dels fundadors del grup post-punk The Del-Byzanteens. Des de 2013 és membre del grup de rock SQÜRL, que s'havia format el 2009 amb el nom de Red Rabbit, i ha col·laborat en diversos àlbums amb el músic de llaüt Jozef Van Wissem.

## Filmografia principal

### Director
Pel·lícules
| Any  | Títol                                          | Com      | Com       | Com      | Com        | Com       | Notes                           |
| Any  | Títol                                          | Director | Guionista | Muntatge | Compositor | Productor | Notes                           |
| ---- | ---------------------------------------------- | -------- | --------- | -------- | ---------- | --------- | ------------------------------- |
| 1980 | Vacances permanents (Permanent Vacation)       | Sí       | Sí        | Sí       | Sí         | Sí        |                                 |
| 1984 | Estranys al paradís (Stranger Than Paradise)   | Sí       | Sí        | Sí       |            |           |                                 |
| 1986 | Coffee and Cigarettes                          | Sí       | Sí        |          |            |           | curtmetratge                    |
| 1986 | Sota el pes de la llei (Down by Law)           | Sí       |           |          |            |           |                                 |
| 1989 | Coffee and Cigarettes: Memphis Version         | Sí       | Sí        |          |            |           | curtmetratge                    |
| 1989 | Mystery Train                                  | Sí       | Sí        |          |            |           |                                 |
| 1991 | La nit a la Terra (Night on Earth)             | Sí       | Sí        |          |            | Sí        |                                 |
| 1993 | Coffee and Cigarettes: Somewhere in California | Sí       |           | Sí       |            |           | curtmetratge                    |
| 1995 | Dead Man                                       | Sí       | Sí        |          |            |           |                                 |
| 1997 | L'any del cavall (The Year of the Horse)       | Sí       |           |          |            |           | documental                      |
| 1999 | Ghost Dog: The Way of the Samurai              | Sí       | Sí        |          |            | Sí        |                                 |
| 2002 | Ten Minutes Older: The Trumpet                 | Sí       | Sí        |          |            |           | curtmetratge Int. Trailer Night |
| 2003 | Coffee and Cigarettes                          | Sí       | Sí        |          | Sí         |           |                                 |
| 2005 | Broken Flowers                                 | Sí       | Sí        |          |            |           |                                 |
| 2009 | The Limits of Control                          | Sí       | Sí        |          |            |           |                                 |
| 2013 | Only Lovers Left Alive                         | Sí       | Sí        |          |            |           |                                 |
| 2016 | Paterson                                       | Sí       | Sí        |          | Sí         |           |                                 |
| 2016 | Gimme Danger                                   | Sí       | Sí        |          |            |           | documental                      |
| 2019 | The Dead Don't Die                             | Sí       | Sí        |          |            |           |                                 |

Vídeos musicals
- 1986: "The Lady Don't Mind", de Talking Heads
- 1987: "Sightsee M.C!", de Big Audio Dynamite
- 1990: "It's All Right With Me", de Tom Waits
- 1992: "I Don't Wanna Grow Up", de Tom Waits
- 1995: "Dead Man Theme", de Neil Young
- 2006: "Steady as She Goes", de The Raconteurs

### Actor
- 1984: American Autobahn (d'Andre Degas): Productor de cinema
- 1987: Straight to Hell (d'Alex Cox): Amos Dade
- 1987: Helsinki Napoli All Night Long (de Mika Kaurismäki): propietari del bar #2
- 1988: Candy Mountain (de Robert Frank i Rudy Wurlitzer): (no surt als crèdits)
- 1989: Leningrad Cowboys Go America (d'Aki Kaurismäki): venedor de cotxes/Nova York
- 1990: The Golden Boat (de Raúl Ruiz): foraster
- 1992: A la sopa (In the Soup) (d'Alexandre Rockwell): Monty
- 1994: Iron Horsemen (de Gilles Charmant): Silver Rider
- 1995: Blue in the Face (de Wayne Wang i Paul Auster): Bob
- 1996: L'altre costat de la vida (Sling Blade) (de Billy Bob Thornton): venedor de gelats
- 1996: Cannes Man (de Richard Martini): ell mateix

## Guardons

### Premis
- Premis Amanda: Millor pel·lícula estrangera per Sota el pes de la llei (1986)
- Premis Bodil: Millor pel·lícula no-estatunidenca per Sota el pes de la llei (1986)
- Premis del Cinema Europeu: Screen International Award per a Dead Man (1995)
- Festival de Cinema de Cambridge: Premi de l'audiència a la millor pel·lícula per Broken Flowers (2005)
- Festival de Cinema de Sundance: Premi especial del jurat per a Estranys al paradís (1984)
- Festival Internacional de Cinema de Canes:
  - Càmera d'Or per Estranys al paradís (1984)
  - Millor contribució artística per Mystery Train (1989)
  - Palma d'Or al millor curtmetratge Coffee and Cigarettes: Memphis Version (1989)
  - Gran Premi del Jurat per Broken Flowers (2005)
- Festival Internacional de Cinema de Locarno:
  - Lleopard d'Or per Estranys al paradís (1984)
  - Menció especial per Estranys al paradís (1984)
- Festival Internacional de Cinema de Rotterdam: Pemi KNF per a Estranys al paradís (1984)

### Nominacions
- Premis Bodil: Millor pel·lícula estatunidenca per Broken Flowers (2006)
- Premis César: César a la millor pel·lícula estrangera per Ghost Dog: The Way of the Samurai (2000)
- Premis del Cinema Europeu: Screen International Award Broken Flowers (2005)
- Festival de Cinema de Sundance: Gran premi del Jurat per Estranys al paradís (1985)
- Festival Internacional de Cinema de Canes:
  - Palma d'Or per Sota el pes de la llei (1986)
  - Palma d'Or per Mystery Train (1989)
  - Palma d'Or per Dead Man (1995)
  - Palma d'Or per Ghost Dog: The Way of the Samurai (1999)
  - Palma d'Or per Broken Flowers (2005)
  - Palma d'Or per Only Lovers Left Alive (2013)
  - Palma d'Or per Paterson (2016)
- Premis Independent Spirit:
  - Millor director per Sota el pes de la llei (1987)
  - Millor guió per Mystery Train (1990)
  - Millor director per Mystery Train (1990)
  - Millor guió per Dead Man (1997)
  - Millor pel·lícula per Ghost Dog: The Way of the Samurai, compartit amb Richard Guay (2001)

## Discografia
Jarmusch ha col·laborat sovint amb diversos grups i artistes, i amb SQÜRL va gravar diversos EPs, tot i que la seva discografia principal és la següent:
- 2012: Concerning the Entrance into Eternity (Important Records), amb Jozef van Wissem
- 2012: The Mystery of Heaven (Sacred Bones Records), amb Jozef van Wissem
- 2013: Only Lovers Left Alive (ATP Recordings), com a SQÜRL i amb Jozef van Wissem - banda sonora de la pel·lícula
- 2016: SQÜRL Live at Third Man Records (A Third Man Records), com a SQÜRL - àlbum en viu[15]
- 2019: An Attempt to Draw Aside the Veil (Sacred Bones Records), amb Jozef van Wissem
- 2019: Ranaldo/Jarmusch/Urselli/Pándi (Trost Records), disc conjunt amb Balázs Pándi, Lee Ranaldo i Marc Urselli